# Kościół Chrystusa Króla w Rybniku
Kościół Chrystusa Króla – rzymskokatolicki kościół parafialny należący do dekanatu Golejów archidiecezji katowickiej. Znajduje się w rybnickiej dzielnicy Golejów.
Prace budowlane zostały rozpoczęte w lutym 1926 roku. Świątynia została wybudowana i otynkowana przez 4 miesiące. Budowla została zaprojektowana przez Andrzeja Reginka z Królewskiej Huty, który był również kierownikiem prac budowlanych. Wszystkie rysunki oraz obliczenia zostały wykonane przez Henryka Balickiego z Siemianowic Śląskich. Nad sprawami murarskimi czuwał mistrz murarski Alfons Majnusz z Golejowa, z kolei nad robotami ciesielskimi Ignacy Krokier z Grabowni. W dniu 10 października 1926 roku świątynia została poświęcona przez księdza Tomasza Reginka.
Ołtarz główny noszący wezwanie Chrystusa Króla został ufundowany przez Pawła Sztwiertnię i został wykonany w 1926 roku przez Ludwika Konarzewskiego z Istebnej. W środkowej części nastawy ołtarza nawy głównej znajduje się obraz Chrystusa Króla, pędzla malarza Jana Wałacha z Istebnej. Z lewej i prawej strony malowidła są umieszczone figury świętych Apostołów Piotra i Pawła, z kolei na szczycie ołtarza znajduje się drewniana rzeźba świętego Antoniego z Dzieciątkiem Jezus. W świątyni są umieszczone również figury Najświętszego Serca Pana Jezusa, świętego Floriana, świętego Judy Tadeusza, świętej Barbary oraz Matki Boskiej Fatimskiej.